# Channa argus
Channa argus is een vissensoort uit de familie van de slangenkopvissen (Channidae). De wetenschappelijke naam is gepubliceerd in 1842 door Cantor.
Van de soort worden twee ondersoorten onderscheiden:
- Channa argus argus
- Channa argus warpachowskii

## Invasieve exoot
Sinds 2022 staat deze soort op de lijst van invasieve exoten die zorgwekkend zijn voor de Europese Unie. Dit betekent dat deze soort niet langer in de Europese Unie mag worden ingevoerd, vervoerd, gecommercialiseerd, gekweekt, gebruikt, uitgewisseld of vrijgelaten in de natuur. Bovendien mogen deze vis niet langer worden gehouden, uitgezonderd in het geval van gezelschapsdieren die werden verworven tot één jaar na de opname van de soort op de Unielijst.